# Josenópolis
Josenópolis est une municipalité brésilienne de l'État du Minas Gerais et la microrégion de Grão Mogol.